# Iseza leleupi
Iseza leleupi är en insektsart som beskrevs av Irena Dworakowska 1981. Iseza leleupi ingår i släktet Iseza och familjen dvärgstritar.
Artens utbredningsområde är Tanzania. Inga underarter finns listade i Catalogue of Life.